# Chyžné
Chyžné je obec na Slovensku v okrese Revúca. Leží v údolí Slovenského rudohoří asi 9 km jihovýchodně od Revúce. Žije zde 402 obyvatel.

## Kultura a zajímavosti

### Památky
- Nejhodnotnější památkou v obci je opevněný raně gotický římskokatolický kostel Zvěstování Panně Marii z 2. poloviny 13. století, vyzdobený vzácnými freskami z konce 14. století. V interiéru se nachází i pozdně gotický oltář z dílny Mistra Pavla z Levoče. U kostela stojí dřevěná zvonice z 18. století.
- Evangelický toleranční kostel z let 1785-1786.
- Evangelická fara. Působiště evangelického faráře Sama Tomášika.